# رود اوسرد
رود اوسرد (انگلیسی: Osered) یک رودخانه در استان ورونژ کشور روسیه است.